# Kladská kotlina

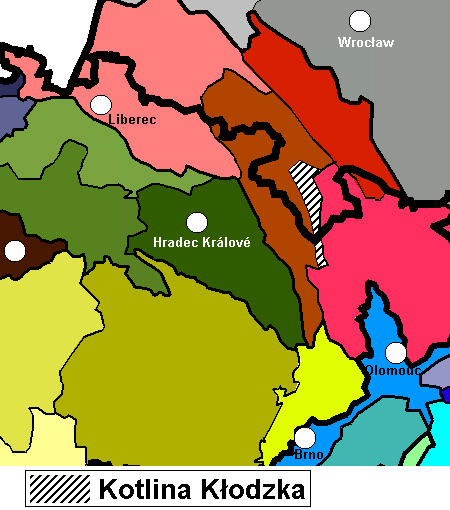
Poloha Kladské kotliny v rámci Orlické oblasti
Orlická oblast
Jesenická oblast

Kladská kotlina (polsky Kotlina Kłodzka, německy Glatzer Kessel) je geomorfologický celek a údolí v Kladsku, na jihu Polska, ve Středních Sudetech obklopené Orlickými horami, Bystřickými horami, Stolovými horami (Hejšovinou), Bardskými horami, Králickým Sněžníkem a Hanušovickou vrchovinou. Významnými městy v oblasti jsou Kladská Bystřice, Kladsko a Polanica-Zdrój.
Nejzřejmější a nejširší část kotliny leží v Polsku a odvodňuje ji Kladská Nisa. Tato část končí Mladkovským sedlem (Przełęcz Międzyleska). Jižně od něj kotlina odděluje Orlické hory (Bukovohorskou hornatinu) na západě od Hanušovické vrchoviny (část Branenská vrchovina) na východě. Česká část Kladské kotliny se vyčleňuje jako geomorfologický podcelek Králická brázda. Leží zde město Králíky, kotlinu odvodňuje Tichá Orlice, která proráží Orlickými horami kolem Lichkova na západ. U obce Červená Voda pak kotlinu protíná hlavní evropské rozvodí mezi Dunajem (Moravou) a Labem (Orlicí). Část kotliny na jih od rozvodí odvodňuje říčka Březná. U města Štíty se Kladská kotlina uzavírá a Březná odtéká k jihu úzkým údolím v Zábřežské vrchovině.

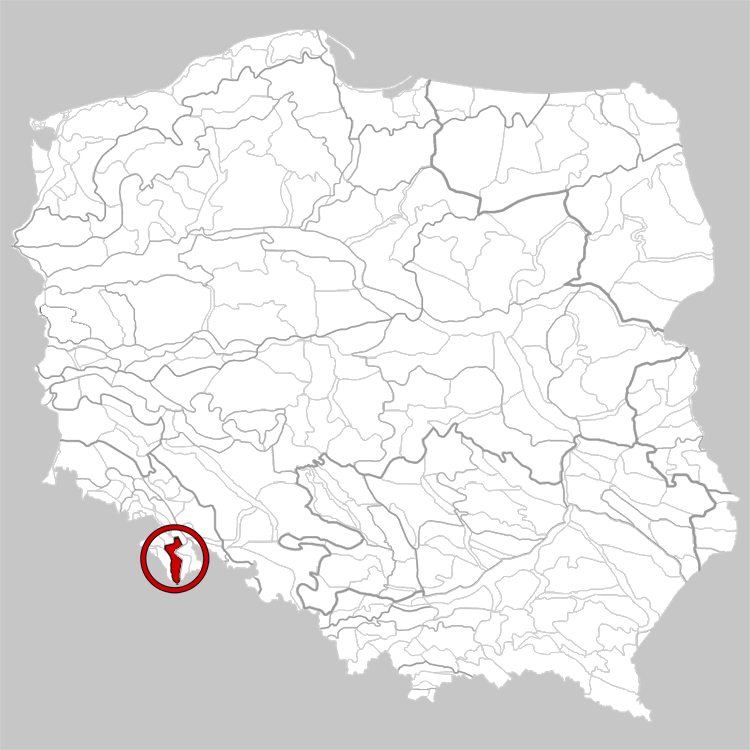
Kladská kotlina v rámci Polska

Kotlina je celoročně turisticky oblíbeným místem s mnoha hotely a sanatorii.

## Členění
Kladská kotlina se dělí na následující celky:
- souhlasna Kladská kotlina,
- Wzgórza Rogówki,
- Wysoczyzna Łomnicy,
- Obniżenie Bystrzycy Kłodzkiej,
- Wysoczyzna Idzikowa,
- Wysoczyzna Międzylesia,
- Králická brázda